# Philarctus przewalskii
Philarctus przewalskii là một loài Trichoptera trong họ Limnephilidae. Chúng phân bố ở miền Cổ bắc.